# افسر فرمانده

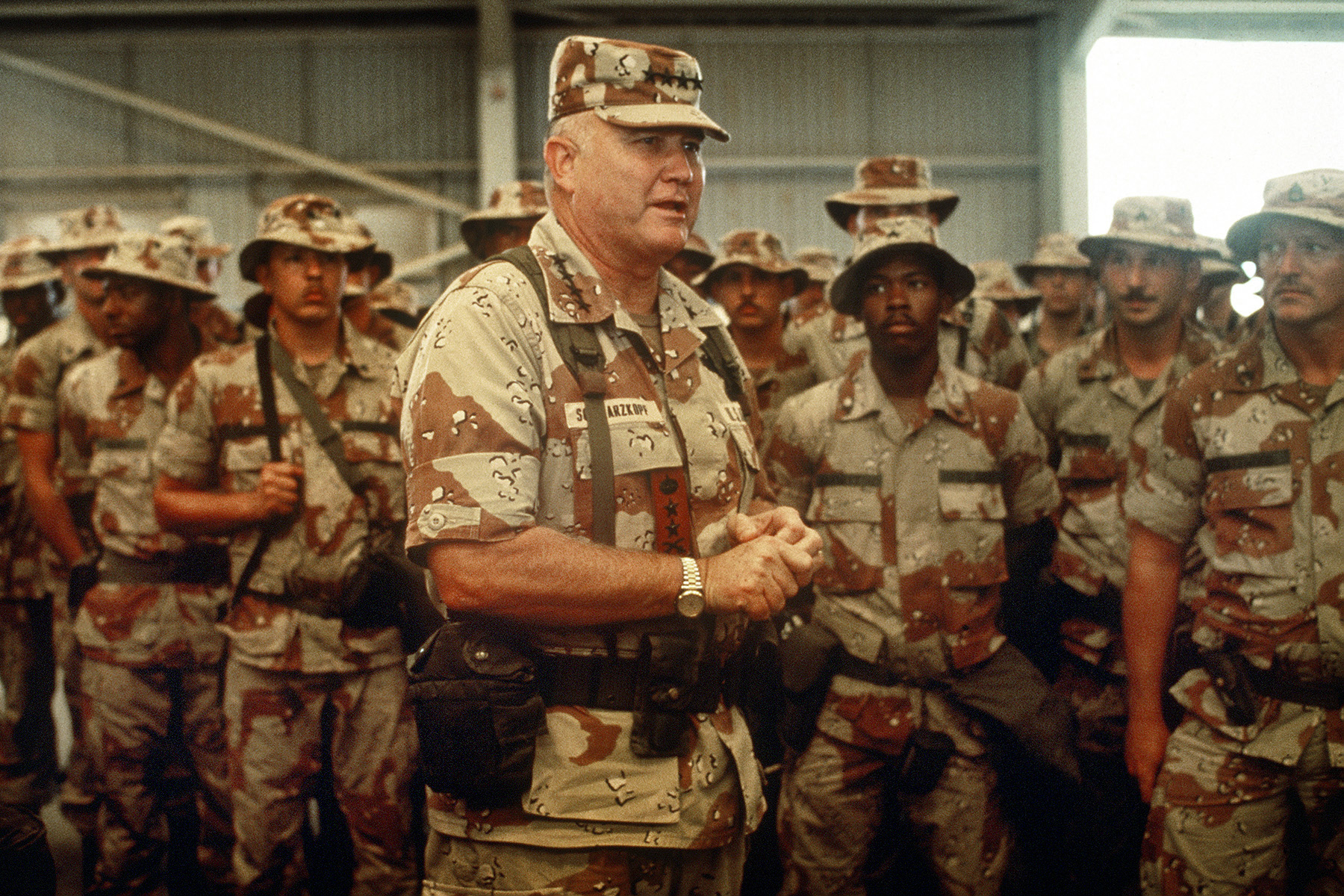
ارتشبد نورمن شوارتسکف؛ فرمانده یگان، در خلال جنگ خلیج فارس، در حال صحبت با نیروهای تحت امر

افسر فرمانده (انگلیسی: Commanding officer)(دری: قوماندان) فرمانده یگان یا فرمانده واحد، در سازمان‌های نظامی به افسری که فرماندهی و کنترل یک واحد نظامی را برعهده دارد، گفته می‌شود. فرمانده یگان اقتدار کلی بر واحد تحت امر خود دارد و اغلب اختیارات گسترده‌ای به او داده می‌شود، تا در محدوده قوانین نظامی، واحد را به دلخواه خود اداره کند. در این راستا، فرماندهان یگان‌ها دارای مسئولیت‌های قابل توجهی در استفاده از نیرو، بودجه و تجهیزات، در وظایف، اثربخشی مأموریت و مراقبت از پرسنل و نیز در اختیارات، انضباط و مجازات پرسنل در حدود معینی از قوانین نظامی می‌باشند.